# Dalea nobilis
Dalea nobilis är en ärtväxtart som beskrevs av Rupert Charles Barneby. Dalea nobilis ingår i släktet Dalea, och familjen ärtväxter. Inga underarter finns listade i Catalogue of Life.